# Jiří Šneberger
Jiří Šneberger (* 26. srpna 1960 Plzeň) je český politik, bývalý senátor a v letech 2006–2010 místopředseda Senátu Parlamentu České republiky, v letech 2012 až 2020 zastupitel Plzeňského kraje, v letech 1994 a 2006 a 2010 až 2022 zastupitel města Plzně, člen ODS.

## Osobní život
Nejdříve se vyučil soustružníkem ve Škodě Plzeň (1976–79), aby poté paralelně se zaměstnáním absolvoval Střední školu pro pracující při podniku Škoda Plzeň (1979–81) a následně i vysokoškolské studium na Vysoké škole strojní a elektrotechnické tamtéž (1981–86).
Po absolutoriu pracoval jako systémový analytik ve Škodě Plzeň. Po sametové revoluci se začal politicky angažovat. V roce 1991 se stal předsedou privatizační komise města Plzně a v roce 1994 přestoupil na regionální pracoviště Fondu národního majetku tamtéž.
Je podruhé ženatý, má manželku Veroniku, z prvního manželství syna Michala a dceru Anetu, z druhého manželství syna Martina.

## Politické působení
V letech 1998–2005 působil ve funkci primátora Plzně. Roku 2004 úspěšně kandidoval za ODS do Senátu ve volebním obvodu Plzeň – jih, Plzeň – Slovany a Horažďovicko. V období 2006–2010 zastával v horní komoře post místopředsedy. Zároveň působil jako hlavní volební manažer ODS. Po prohraných krajských a senátních volbách se v listopadu 2008 stal předsedou oblastní organizace ODS v Plzni. Ve volbách 2010 svůj mandát senátora neobhájil, přestože první kolo vyhrál se ziskem 28,64 % hlasů proti 26,34 % hlasů Dagmar Terelmešové, která jej však ve druhém kole porazila díky 54,06 % hlasů.
V komunálních volbách v roce 2014 obhájil za ODS post zastupitele města Plzně. V krajských volbách v roce 2016 obhájil za ODS post zastupitele Plzeňského kraje. Také ve volbách v roce 2020 post krajského zastupitele obhajoval, ale tentokrát neuspěl. V roce 2022 již do zastupitelstva města Plzně nekandidoval.